# 박기동 (1944년)
박기동(朴起東, 1944년 3월 13일 ~ 2020년 7월 20일)은 서울예술대학교 교수를 지낸 대한민국의 작가다. 본관은 경주다.

## 생애
1944년 경주에서 태어났다. 청소년 시절, 당시 특차모집으로 장안의 수재들이 모여들던  서울사대부속중고등학교에 재학하며, 저널리즘 등에 크게 관심을 보였다. 글이 가지는 영향력에 매료된 그는 사회과학계열 학과와 국문학과를 두고 고민하다 국문학과로 진학할 것을 결심했다. 1963년, 연세대학교 문과대학 국어국문학과에 진학하였다. 연세대학교 재학 중에는 연세문학회 및 학과 내에서 현대문학연구회의 일원으로 활동했으며, 당시 연세대 영문과 학생이던 작가 강은교 등 과도 창작활동의 벗으로 지냈다. 연세대학교 재학중에는 베트남 전쟁에 종군기자로 참전했다. 대학 재학 중이던 1970년에 서울신문 신춘문예에 '퇴화론'이 당선되어 작가의 길에 들어 섰으며, 졸업 후 이화여대부속고등학교 교사로서의 교편활동과 더불어 문예잡지인 월간문학 편집장을 역임했다. 이후 등단하여 소설집으로 《아버지의 바다에 은빛 고기 떼》, 《작은 새를 위하여》, 《섬》, 《더 작은 사랑 노래》, 《달과 까마귀》, 《바람과 안개》, 《달의 집》, 《모닥불에 바친다》, 《쓸쓸한 외계인》 등의 작품을 남겼다.서울예대 교수로 지내면서 30여년간 '소설창작론'을 가르쳤다. 말년에는 자택이 있던 경기도 화성시 마도면 송정리 해안마을에서 환경보존운동을 펼치기도 했다. 2020년 7월 20일, 항년 76세로 서울중앙보훈병원에서 숙환으로 별세했으며, 경기도 양평 갈월사에서 영면에 들었다.

## 작품 목록
《퇴화론》(서울신문.1970)  《고무나무》(월간문학.1970)  《스팔타카스》(월간문학.1971)  《달과 비수(匕首)》(월간문학.1972) 

### 소설집
- 《아버지의 바다에 은빛 고기 떼》(1979)  《작은 새를 위하여》(1980)  《달의 집》(1981)  《섬》(1982)  《더 작은 사랑 노래》(1984) 《달과 까마귀》(1987) 《바람과 안개》(1988)  《모닥불에 바친다》(1992)

### 수필집
- 《쓸쓸한 외계인》 《숲 속의 바이올린》(지문사.1988)

## 참고 자료
- 공식 홈페이지[깨진 링크(과거 내용 찾기)] - 한국 소설가 협회
- 작가소개 및 학력 - 교보문고